# Akbar den Store
Jalaluldin Muhammed Akbar (15. oktober 1542 - 27. oktober 1605), også kendt som Akbar den Store, søn af Nasiruddin Humayun, som han efterfulgte som indisk stormogul 1556-1605, en position der sædvanligvis opfattes som dynastiets største hersker.
Han tiltrådte som mindreårig efter faderen Humayuns død (1556) og stod de første år under formynderskab af fyrsten og generalen Bairam Khan som sikrede mogulernes herredømme i Nordindien gennem succesrige felttog. 1562 overtog Akbar selv regeringen efter at have tvunget Bairam fra magten.
Som enehersker førte Akbar en energisk erobringspolitik som gjorde mogulriget til Indiens dominerende statsdannelse. Gennem felttog der prægede det meste af hans regering erobredes bl.a. Gujarat i 1572, Bengalen i 1574 og Kashmir 1581, som alle sattes under administration. Ved hans død rådede mogulerne over næsten det halve af Indien. Typisk var det, at han gennemgående søgte at føre en forsonlig politik over for de erobrede folk og undgå unødige provokationer, ligesom han i flere tilfælde gjorde de besejrede til en slags forbundsfæller, f.eks. rajput-folket. Hans sidste år var præget af stridigheder med sønnen Salim (Jahangir) som gjorde oprør og ville være hans efterfølger. Trods disse bryderier anerkendte Akbar sønnen som tronfølger lige før sin død.
I indenrigspolitisk henseende betød Akbars regering den endelige organisering af riget. Provinserne lagdes under guvernører med fast afgrænsede opgaver og lønninger. At dette kunne ordnes forholdsvis hurtigt skyldes også, at mogulernes modstander Sher Khan i forvejen havde påbegyndt en effektiv administration af området. Blandt Akbars vigtige nyskabelser var, at han flyttede hovedstaden til Fatehpur Sikri nær Agra.

## Personlighed
Personligt omtales Akbar som flittig, relativt human og især kulturelt interesseret. Han synes at have været analfabet, men ikke desto mindre optaget af litteratur og kunst, bl.a. lod han flere indiske værker oversætte til persisk. Særligt opsigtsvækkende var hans religiøse tolerance. Skønt egentlig muslim tog han vidtgående hensyn til de besejrede hinduer og viste også interesse for kristendommen. 

## Religion
På tidspunket for Akbars styre, var landet præget af både Hinduer og Muslimer. Dybdegående forskelligheder skilte de to parter ad med mistro. Han søgte tilsyneladende at skabe en ny trosretning (Din-i-ilahi – ”Den guddommelige tro”) baseret på det bedste af islam og hinduisme; den synes dog aldrig at være blevet mere end en snæver hofreligion. Denne tolerance skabte uvilje mod ham hos vise muslimske historikere, hvilket har præget hans eftermæle.
For eftertiden står Akbar som én af Indiens betydeligste herskere. Hans blanding af militær dygtighed og klog behandling af de besejrede folk sikrede langvarig stabilitet i en religiøst og etnisk uensartet statsdannelse og minder om perserkongen Kyros 2.s politik. Ved sine kulturinteresser er han på mange måder et sidestykke til samtidige europæiske renæssancefyrster.